# ラージャ・ガネーシャ

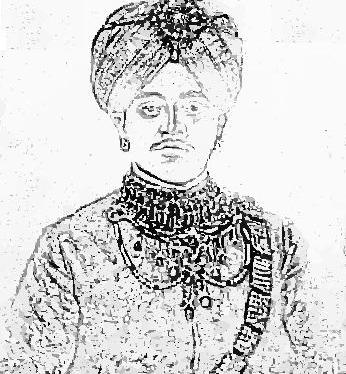
ラージャ・ガネーシャ

ラージャ・ガネーシャ（Raja Ganesha, 生年不詳 - 1418年）は、東インドのベンガル・スルターン朝、ラージャ・ガネーシャ朝の君主（在位：1414年 - 1418年）。ラージャ・ガネーシュとも呼ばれる。

## 生涯

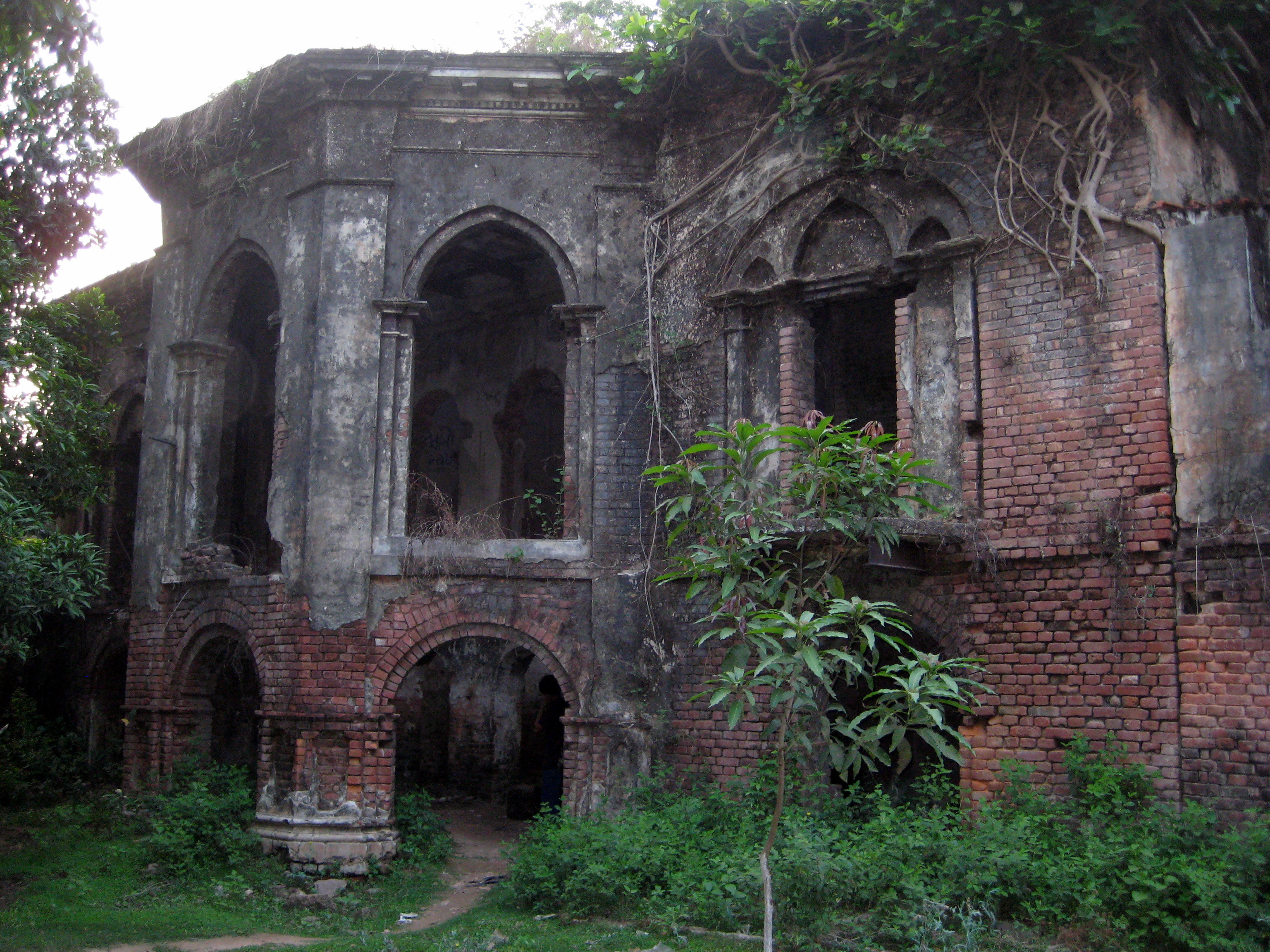
ラージャ・ガネーシャによって建設されたディナージプルの寺院

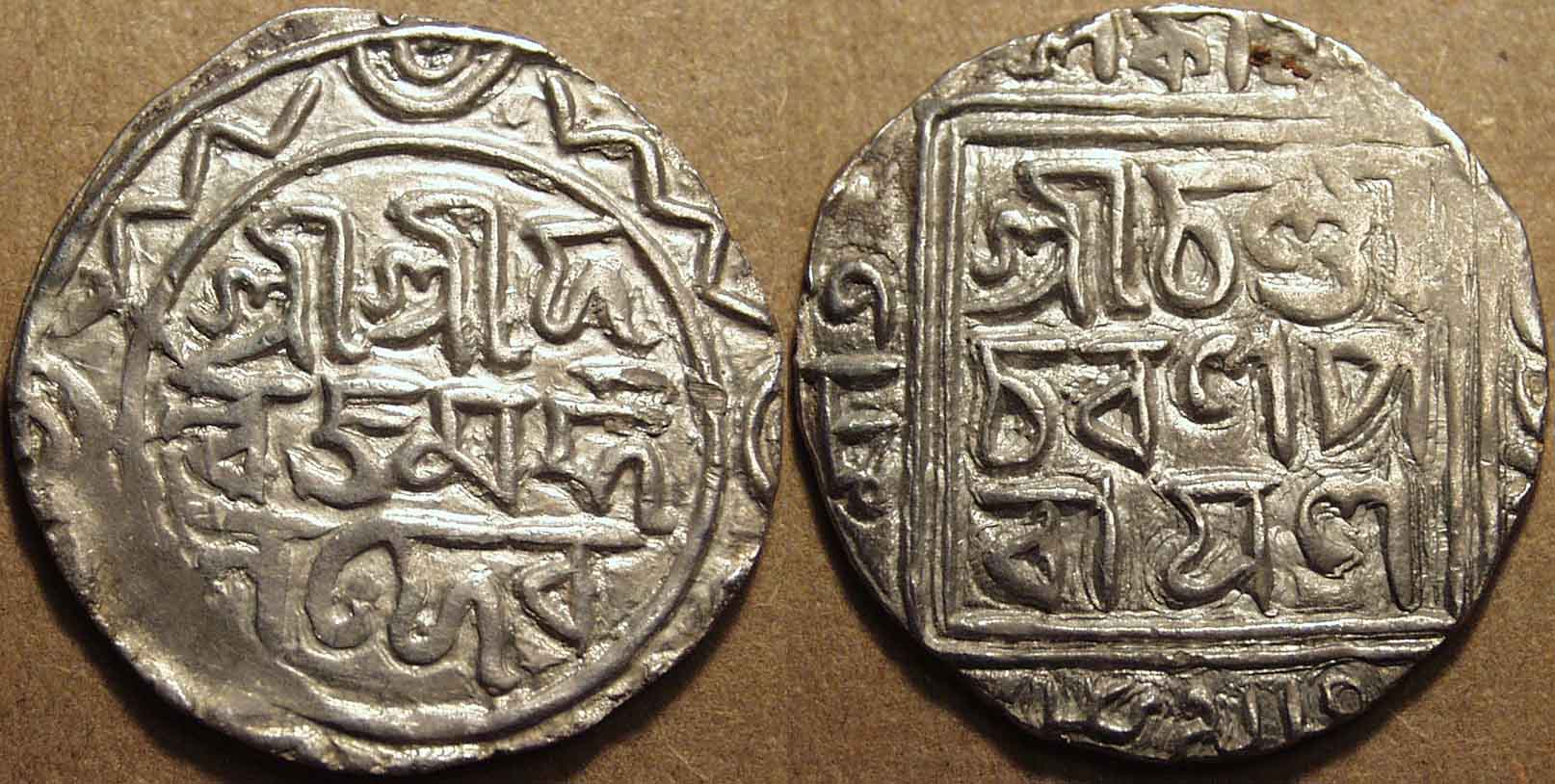
ラージャ・ガネーシャのコイン

ラージャ・ガネーシャはバトゥリアの領主だったとも、ディナージプルの知事（ハキーム）だったとも伝えられている。また、その家系は400年以上続く家系であった。
のち、首都のパーンドゥアーにゆき、ベンガル・スルターン朝（イリヤース・シャーヒー朝）に仕え、君主ギヤースッディーン・アーザム・シャーの下で台頭した。1390年のアーザム・シャーの死はラージャ・ガネーシャによるものとされているが、歴史家フィリシュタとニザームッディーン・アフマドはその死は自然死であったと伝えている。
だが、ラージャ・ガネーシャはいずれにせよアーザム・シャーの死によって実権を握り、その息子サイフッディーン・ハムザ・シャーは傀儡となった。フィリシュタはラージャ・ガネーシャがこの王のもとでとても強大になったと書き残している。
その後、1412年にハムザ・シャーが死ぬと、息子シハーブッディーン・バーヤズィード・シャーが継いだが、1414年にこの王はラージャ・ガネーシャに殺害された。同年にバーヤズィード・シャーの息子アラー・ウッディーン・フィールーズ・シャーが継いだものの、同年にこの王もラージャ・ガネーシャに廃され、イリヤース・シャーヒー朝は滅亡した。
こうして、ラージャ・ガネーシャは王位を簒奪し、新たにラージャ・ガネーシャ朝を樹立した。だが、その継承をめぐり宗教的な問題が発生した。
というのは、ゴール朝の侵入以来イスラーム教が根付いて長いベンガルに、ヒンドゥー教徒であるラージャ・ガネーシャがベンガルの王となることをムスリムの有力者たちが強く反対していたからだった。
一方、ラージャ・ガネーシャも自らのヒンドゥー教の信仰を捨てて改宗する気はなく、
両者はラージャ・ガネーシャの死後、その後継者がイスラーム教に改宗することで合意した。
ラージャ・ガネーシャの治世は4年と短かったが、その間に隣国のジャウンプル・スルターン朝と領土を争い、ヒンドゥー教の寺院を手厚く保護した。
1418年、ラージャ・ガネーシャは死亡した。後継者たる息子のヤドゥは約束通りにヒンドゥー教からイスラーム教に改宗し、その際にジャラールッディーン・ムハンマド・シャーと名を改めた。